# Giuseppe Martinelli
Giuseppe Martinelli, född den 11 mars 1955 i Rovato, Italien, är en italiensk tävlingscyklist som tog OS-silver i linjeloppet vid olympiska sommarspelen 1976 i Montréal.